# Liste der Fahrer des Tages
Seit 2016 wird für jedes Rennen im Rahmen der Formel-1-Weltmeisterschaft ein Fahrer des Tages (englisch „Driver of the Day“) ermittelt.

## Geschichte
Im Vorfeld der Formel-1-Weltmeisterschaft 2016 unterbreiteten die Strategiegruppe der Formel 1 und die Formel-1-Kommission dem Weltrat der Fédération Internationale de l’Automobile den Vorschlag, eine Abstimmung für jedes Rennen einzuführen, in der die Zuschauer ihren „Fahrer des Rennens“ wählen können. Diese Abstimmungen sollten ausschließlich während der Grand-Prix-Rennen über ein Onlinevoting stattfinden und der stärkeren direkten Einbindung der Zuschauer dienen, der Sieger direkt im Anschluss an das Rennen bekannt gegeben werden. Der Fahrer mit den meisten Stimmen nach jedem Rennen wird als „Fahrer des Tages“ ausgezeichnet. Für die Auszeichnung werden keine Weltmeisterschaftspunkte vergeben. Die Idee dahinter ist, außergewöhnliche Leistungen der Fahrer im Rennen, die nicht unbedingt eine Podiumsplatzierung erreicht haben müssen, zu honorieren.
Beim Großen Preis von Australien 2016 wurde dann erstmals ein „Fahrer des Tages“ ausgezeichnet. Entgegen den Planungen fand die Abstimmung erst nach Ende des Rennens statt. Aufgrund eines Programmfehlers auf der offiziellen Webpräsenz der Formel 1 waren die abgegebenen Stimmen gleich nach getätigter Abstimmung einsehbar. Dabei führte der Indonesier Rio Haryanto, der für Manor Racing sein Formel-1-Debüt gegeben hatte und nach 16 Runden wegen eines Defekts an der Antriebswelle seines Fahrzeuges ausgeschieden war, mit deutlichem Vorsprung. Dennoch wurde am Montagabend der Franzose Romain Grosjean als Fahrer des Tages ausgezeichnet. Grosjean hatte im Debütrennen seines Rennstalls Haas F1 Team den sechsten Platz erzielt. Im Sinne der Fairness seien mehrfach abgegebene Stimmen der gleichen Quelle nicht gezählt worden, wurde die Auszeichnung Grosjeans anstelle von Haryanto begründet.
Bei der Abstimmung zum Fahrer des Tages beim Großen Preis von Österreich 2019 kam es zu einem technischen Fehler, als zunächst Robert Kubica zum Fahrer des Tages erklärt wurde. Dabei war dieser im Williams mit drei Runden Rückstand auf Sieger Max Verstappen im Red Bull auf dem letzten Platz ins Ziel gekommen. Nach einer Prüfung der Abstimmungsergebnisse durch Rechteinhaber Liberty Media wurde das Ergebnis korrigiert und Verstappen zum Fahrer des Tages erklärt.
Bislang (Stand Österreich 2024) wurde die Auszeichnung in 174 Grand-Prix-Rennen vergeben. Nur die Rennen in Spa-Francorchamps 2021 und Imola 2023 könnten nicht ausgezeichnet werden, da beide Rennen wegen Witterungsbedingungen abgesagt werden mussten. 38 Mal und damit am häufigsten konnte sich Max Verstappen in den Abstimmungen durchsetzen. Es folgen Sebastian Vettel mit 23 sowie Lando Norris mit 16 Auszeichnungen. Ebenso erstaunlich ist es, dass es mit Charles Leclerc, Sebastian Vettel, Max Verstappen und Lando Norris gleich 4 Fahrer es schafften 3 Mal hintereinander Fahrer des Tages zu werden. Leclerc schaffte es zwischen Bahrain und Australien 2022 und Vettel zwischen Spanien und Kanada 2017. Max Verstappen und Lando Norris sind die einzigen, die das ganze 3 Mal schafften. Verstappen zwischen Malaysia und Austin 2016, Austin und Interlagos 2018 und zwischen Ungarn und Zandvoort 2022. Norris zwischen Austin und Interlagos 2023, China und Imola 2024 und Kanada und Spielberg 2024.

## Liste der Fahrer des Tages
Die folgenden Tabellen listen die Fahrer des Tages auf. Neben Datum des jeweiligen Rennens sowie der Strecke, auf der es stattfand, und dem ausgezeichneten Fahrer führen die Tabellen auch jeweils den Konstrukteur, für den der Fahrer in diesem Rennen antrat, ebenso wie seine Platzierung im Klassement auf.
| Legende  | Legende            | Legende                                                          |
| Farbe    | Abkürzung          | Bedeutung                                                        |
| -------- | ------------------ | ---------------------------------------------------------------- |
| Gold     | –                  | Sieg                                                             |
| Silber   | –                  | 2. Platz                                                         |
| Bronze   | –                  | 3. Platz                                                         |
| Grün     | –                  | Platzierung in den Punkten                                       |
| Blau     | –                  | Klassifiziert außerhalb der Punkteränge                          |
| Violett  | DNF                | Rennen nicht beendet (did not finish)                            |
| Violett  | NC                 | nicht klassifiziert (not classified)                             |
| Rot      | DNQ                | nicht qualifiziert (did not qualify)                             |
| Rot      | DNPQ               | in Vorqualifikation gescheitert (did not pre-qualify)            |
| Schwarz  | DSQ                | disqualifiziert (disqualified)                                   |
| Weiß     | DNS                | nicht am Start (did not start)                                   |
| Weiß     | WD                 | zurückgezogen (withdrawn)                                        |
| Hellblau | PO                 | nur am Training teilgenommen (practiced only)                    |
| Hellblau | TD                 | Freitags-Testfahrer (test driver)                                |
| ohne     | DNP                | nicht am Training teilgenommen (did not practice)                |
| ohne     | INJ                | verletzt oder krank (injured)                                    |
| ohne     | EX                 | ausgeschlossen (excluded)                                        |
| ohne     | DNA                | nicht erschienen (did not arrive)                                |
| ohne     | C                  | Rennen abgesagt (cancelled)                                      |
| ohne     | keine WM-Teilnahme |                                                                  |
| sonstige | P/fett             | Pole-Position                                                    |
| sonstige | 1/2/3/4/5/6/7/8    | Punktplatzierung im Sprint-/Qualifikationsrennen                 |
| sonstige | SR/kursiv          | Schnellste Rennrunde                                             |
| sonstige | *                  | nicht im Ziel, aufgrund der zurückgelegten Distanz aber gewertet |
| sonstige | ()                 | Streichresultate                                                 |
| sonstige | unterstrichen      | Führender in der Gesamtwertung                                   |

### 2016
| Datum         | Grand Prix     | Strecke           | Fahrer des Tages | Konstrukteur         | Pos. |
| ------------- | -------------- | ----------------- | ---------------- | -------------------- | ---- |
| 20. März      | Australien     | Melbourne         | Romain Grosjean  | Haas-Ferrari         | 6    |
| 3. April      | Bahrain        | as-Sachir         | Romain Grosjean  | Haas-Ferrari         | 5    |
| 17. April     | China          | Shanghai          | Daniil Kwjat     | Red Bull-TAG Heuer   | 3    |
| 1. Mai        | Russland       | Sotschi           | Kevin Magnussen  | Renault              | 7    |
| 15. Mai       | Spanien        | Montmeló          | Max Verstappen   | Red Bull-TAG Heuer   | 1    |
| 29. Mai       | Monaco         | Monte Carlo       | Sergio Pérez     | Force India-Mercedes | 3    |
| 12. Juni      | Kanada         | Montréal          | Max Verstappen   | Red Bull-TAG Heuer   | 4    |
| 19. Juni      | Europa         | Baku              | Sergio Pérez     | Force India-Mercedes | 3    |
| 3. Juli       | Österreich     | Spielberg         | Max Verstappen   | Red Bull-TAG Heuer   | 2    |
| 10. Juli      | Großbritannien | Silverstone       | Max Verstappen   | Red Bull-TAG Heuer   | 2    |
| 24. Juli      | Ungarn         | Mogyoród          | Kimi Räikkönen   | Ferrari              | 6    |
| 31. Juli      | Deutschland    | Hockenheim        | Daniel Ricciardo | Red Bull-TAG Heuer   | 2    |
| 28. August    | Belgien        | Spa-Francorchamps | Lewis Hamilton   | Mercedes             | 3    |
| 4. September  | Italien        | Monza             | Nico Rosberg     | Mercedes             | 1    |
| 18. September | Singapur       | Singapur          | Sebastian Vettel | Ferrari              | 5    |
| 2. Oktober    | Malaysia       | Sepang            | Max Verstappen   | Red Bull-TAG Heuer   | 2    |
| 9. Oktober    | Japan          | Suzuka            | Max Verstappen   | Red Bull-TAG Heuer   | 2    |
| 23. Oktober   | USA            | Austin            | Max Verstappen   | Red Bull-TAG Heuer   | DNF  |
| 30. Oktober   | Mexiko         | Mexiko-Stadt      | Sebastian Vettel | Ferrari              | 5    |
| 13. November  | Brasilien      | Interlagos        | Max Verstappen   | Red Bull-TAG Heuer   | 3    |
| 27. November  | Abu Dhabi      | Yas-Insel         | Sebastian Vettel | Ferrari              | 3    |

### 2017
| Datum         | Grand Prix     | Strecke           | Fahrer des Tages | Konstrukteur       | Pos. |
| ------------- | -------------- | ----------------- | ---------------- | ------------------ | ---- |
| 26. März      | Australien     | Melbourne         | Sebastian Vettel | Ferrari            | 1    |
| 9. April      | China          | Shanghai          | Max Verstappen   | Red Bull-TAG Heuer | 3    |
| 16. April     | Bahrain        | as-Sachir         | Sebastian Vettel | Ferrari            | 1    |
| 30. April     | Russland       | Sotschi           | Valtteri Bottas  | Mercedes           | 1    |
| 14. Mai       | Spanien        | Montmeló          | Sebastian Vettel | Ferrari            | 2    |
| 28. Mai       | Monaco         | Monte Carlo       | Sebastian Vettel | Ferrari            | 1    |
| 11. Juni      | Kanada         | Montréal          | Sebastian Vettel | Ferrari            | 4    |
| 25. Juni      | Aserbaidschan  | Baku              | Lance Stroll     | Williams-Mercedes  | 3    |
| 9. Juli       | Österreich     | Spielberg         | Valtteri Bottas  | Mercedes           | 1    |
| 16. Juli      | Großbritannien | Silverstone       | Daniel Ricciardo | Red Bull-TAG Heuer | 5    |
| 30. Juli      | Ungarn         | Mogyoród          | Kimi Räikkönen   | Ferrari            | 2    |
| 27. August    | Belgien        | Spa-Francorchamps | Lewis Hamilton   | Mercedes           | 1    |
| 3. September  | Italien        | Monza             | Daniel Ricciardo | Red Bull-TAG Heuer | 4    |
| 17. September | Singapur       | Singapur          | Lewis Hamilton   | Mercedes           | 1    |
| 1. Oktober    | Malaysia       | Sepang            | Sebastian Vettel | Ferrari            | 4    |
| 8. Oktober    | Japan          | Suzuka            | Max Verstappen   | Red Bull-TAG Heuer | 2    |
| 22. Oktober   | USA            | Austin            | Max Verstappen   | Red Bull-TAG Heuer | 4    |
| 29. Oktober   | Mexiko         | Mexiko-Stadt      | Sebastian Vettel | Ferrari            | 4    |
| 12. November  | Brasilien      | Interlagos        | Lewis Hamilton   | Mercedes           | 4    |
| 26. November  | Abu Dhabi      | Yas-Insel         | Valtteri Bottas  | Mercedes           | 1    |

### 2018
| Datum         | Grand Prix     | Strecke           | Fahrer des Tages | Konstrukteur              | Pos. |
| ------------- | -------------- | ----------------- | ---------------- | ------------------------- | ---- |
| 25. März      | Australien     | Melbourne         | Fernando Alonso  | McLaren-Renault           | 5    |
| 8. April      | Bahrain        | as-Sachir         | Pierre Gasly     | Scuderia Toro Rosso-Honda | 4    |
| 15. April     | China          | Shanghai          | Daniel Ricciardo | Red Bull-TAG Heuer        | 1    |
| 29. April     | Aserbaidschan  | Baku              | Charles Leclerc  | Sauber-Ferrari            | 6    |
| 13. Mai       | Spanien        | Montmeló          | Lewis Hamilton   | Mercedes                  | 1    |
| 27. Mai       | Monaco         | Monte Carlo       | Daniel Ricciardo | Red Bull-TAG Heuer        | 1    |
| 10. Juni      | Kanada         | Montréal          | Sebastian Vettel | Ferrari                   | 1    |
| 24. Juni      | Frankreich     | Le Castellet      | Sebastian Vettel | Ferrari                   | 5    |
| 1. Juli       | Österreich     | Spielberg         | Max Verstappen   | Red Bull-TAG Heuer        | 1    |
| 8. Juli       | Großbritannien | Silverstone       | Lewis Hamilton   | Mercedes                  | 2    |
| 22. Juli      | Deutschland    | Hockenheim        | Lewis Hamilton   | Mercedes                  | 1    |
| 29. Juli      | Ungarn         | Mogyoród          | Daniel Ricciardo | Red Bull-TAG Heuer        | 4    |
| 26. August    | Belgien        | Spa-Francorchamps | Sebastian Vettel | Ferrari                   | 1    |
| 2. September  | Italien        | Monza             | Kimi Räikkönen   | Ferrari                   | 2    |
| 16. September | Singapur       | Singapur          | Max Verstappen   | Red Bull-TAG Heuer        | 2    |
| 30. September | Russland       | Sotschi           | Max Verstappen   | Red Bull-TAG Heuer        | 5    |
| 7. Oktober    | Japan          | Suzuka            | Daniel Ricciardo | Red Bull-TAG Heuer        | 4    |
| 21. Oktober   | USA            | Austin            | Max Verstappen   | Red Bull-TAG Heuer        | 2    |
| 28. Oktober   | Mexiko         | Mexiko-Stadt      | Max Verstappen   | Red Bull-TAG Heuer        | 1    |
| 11. November  | Brasilien      | Interlagos        | Max Verstappen   | Red Bull-TAG Heuer        | 2    |
| 25. November  | Abu Dhabi      | Yas-Insel         | Fernando Alonso  | McLaren-Renault           | 11   |

### 2019
| Datum         | Grand Prix     | Strecke           | Fahrer des Tages | Konstrukteur              | Pos. |
| ------------- | -------------- | ----------------- | ---------------- | ------------------------- | ---- |
| 17. März      | Australien     | Melbourne         | Valtteri Bottas  | Mercedes                  | 1    |
| 31. März      | Bahrain        | as-Sachir         | Charles Leclerc  | Ferrari                   | 3    |
| 14. April     | China          | Shanghai          | Alexander Albon  | Scuderia Toro Rosso-Honda | 10   |
| 28. April     | Aserbaidschan  | Baku              | Charles Leclerc  | Ferrari                   | 5    |
| 12. Mai       | Spanien        | Montmeló          | Max Verstappen   | Red Bull Racing-Honda     | 3    |
| 26. Mai       | Monaco         | Monte Carlo       | Max Verstappen   | Red Bull Racing-Honda     | 4    |
| 9. Juni       | Kanada         | Montréal          | Sebastian Vettel | Ferrari                   | 2    |
| 23. Juni      | Frankreich     | Le Castellet      | Lando Norris     | McLaren-Renault           | 9    |
| 30. Juni      | Österreich     | Spielberg         | Max Verstappen   | Red Bull Racing-Honda     | 1    |
| 14. Juli      | Großbritannien | Silverstone       | Charles Leclerc  | Ferrari                   | 3    |
| 28. Juli      | Deutschland    | Hockenheim        | Max Verstappen   | Red Bull Racing-Honda     | 1    |
| 4. August     | Ungarn         | Mogyoród          | Max Verstappen   | Red Bull Racing-Honda     | 2    |
| 1. September  | Belgien        | Spa-Francorchamps | Lando Norris     | McLaren-Renault           | *11* |
| 8. September  | Italien        | Monza             | Charles Leclerc  | Ferrari                   | 1    |
| 22. September | Singapur       | Singapur          | Sebastian Vettel | Ferrari                   | 1    |
| 29. September | Russland       | Sotschi           | Sebastian Vettel | Ferrari                   | DNF  |
| 13. Oktober   | Japan          | Suzuka            | Valtteri Bottas  | Mercedes                  | 1    |
| 27. Oktober   | Mexiko         | Mexiko-Stadt      | Max Verstappen   | Red Bull Racing-Honda     | 6    |
| 3. November   | USA            | Austin            | Alexander Albon  | Red Bull Racing-Honda     | 5    |
| 17. November  | Brasilien      | Interlagos        | Max Verstappen   | Red Bull Racing-Honda     | 1    |
| 1. Dezember   | Abu Dhabi      | Yas-Insel         | Nico Hülkenberg  | Renault                   | 12   |

### 2020
| Datum         | Grand Prix           | Strecke               | Fahrer des Tages | Konstrukteur              | Pos. |
| ------------- | -------------------- | --------------------- | ---------------- | ------------------------- | ---- |
| 5. Juli       | Österreich           | Spielberg             | Alexander Albon  | Red Bull Racing-Honda     | *13* |
| 12. Juli      | Steiermark           | Spielberg             | Sergio Pérez     | Racing Point-BWT Mercedes | 6    |
| 19. Juli      | Ungarn               | Mogyoród              | Max Verstappen   | Red Bull Racing-Honda     | 2    |
| 2. August     | Großbritannien       | Silverstone           | Lewis Hamilton   | Mercedes                  | 1    |
| 9. August     | 70-jähriges Jubiläum | Silverstone           | Max Verstappen   | Red Bull Racing-Honda     | 1    |
| 16. August    | Spanien              | Montmeló              | Sebastian Vettel | Ferrari                   | 7    |
| 30. August    | Belgien              | Spa-Francorchamps     | Pierre Gasly     | AlphaTauri-Honda          | 8    |
| 6. September  | Italien              | Monza                 | Pierre Gasly     | AlphaTauri-Honda          | 1    |
| 13. September | Toskana              | Scarperia e San Piero | Daniel Ricciardo | Renault                   | 4    |
| 27. September | Russland             | Sotschi               | Max Verstappen   | Red Bull Racing-Honda     | 2    |
| 11. Oktober   | Eifel                | Nürburg               | Nico Hülkenberg  | Racing Point-BWT Mercedes | 8    |
| 25. Oktober   | Portugal             | Portimão              | Sergio Pérez     | Racing Point-BWT Mercedes | 7    |
| 1. November   | Emilia-Romagna       | Imola                 | Kimi Räikkönen   | Alfa Romeo Racing-Ferrari | 9    |
| 15. November  | Türkei               | Istanbul              | Sebastian Vettel | Ferrari                   | 3    |
| 29. November  | Bahrain              | as-Sachir             | Romain Grosjean  | Haas-Ferrari              | DNF  |
| 6. Dezember   | Sachir               | as-Sachir             | George Russell   | Mercedes                  | 9    |
| 13. Dezember  | Abu Dhabi            | Yas-Insel             | Max Verstappen   | Red Bull Racing-Honda     | 1    |

### 2021
| Datum         | Grand Prix     | Strecke           | Fahrer des Tages | Konstrukteur              | Pos.           |
| ------------- | -------------- | ----------------- | ---------------- | ------------------------- | -------------- |
| 28. März      | Bahrain        | as-Sachir         | Sergio Pérez     | Red Bull Racing-Honda     | 5              |
| 18. April     | Emilia-Romagna | Imola             | Lando Norris     | McLaren-Mercedes          | 3              |
| 2. Mai        | Portugal       | Portimão          | Sergio Pérez     | Red Bull Racing-Honda     | 4              |
| 9. Mai        | Spanien        | Montmeló          | Lewis Hamilton   | Mercedes                  | 1              |
| 23. Mai       | Monaco         | Monte Carlo       | Sebastian Vettel | Aston Martin-Mercedes     | 5              |
| 6. Juni       | Aserbaidschan  | Baku              | Sebastian Vettel | Aston Martin-Mercedes     | 2              |
| 20. Juni      | Frankreich     | Le Castellet      | Max Verstappen   | Red Bull Racing-Honda     | 1              |
| 27. Juni      | Steiermark     | Spielberg         | Charles Leclerc  | Ferrari                   | 7              |
| 4. Juli       | Österreich     | Spielberg         | Lando Norris     | McLaren-Mercedes          | 3              |
| 18. Juli      | Großbritannien | Silverstone       | Charles Leclerc  | Ferrari                   | 2              |
| 1. August     | Ungarn         | Budapest          | Fernando Alonso  | Alpine-Renault            | 4              |
| 29. August    | Belgien        | Spa-Francorchamps | nicht vergeben   | nicht vergeben            | nicht vergeben |
| 5. September  | Niederlande    | Zandvoort         | Sergio Pérez     | Red Bull Racing-Honda     | 8              |
| 12. September | Italien        | Monza             | Daniel Ricciardo | McLaren-Mercedes          | 1              |
| 26. September | Russland       | Sotschi           | Lando Norris     | McLaren-Mercedes          | 7              |
| 10. Oktober   | Türkei         | Istanbul          | Carlos Sainz jr. | Ferrari                   | 8              |
| 24. Oktober   | USA            | Austin            | Max Verstappen   | Red Bull Racing-Honda     | 1              |
| 7. November   | Mexiko         | Mexiko-Stadt      | Sergio Pérez     | Red Bull Racing-Honda     | 3              |
| 14. November  | São Paulo      | Interlagos        | Lewis Hamilton   | Mercedes                  | 1              |
| 21. November  | Katar          | Doha              | Fernando Alonso  | Alpine-Renault            | 3              |
| 5. Dezember   | Saudi-Arabien  | Dschidda          | Max Verstappen   | Red Bull Racing-Honda     | 2              |
| 12. Dezember  | Abu Dhabi      | Yas-Insel         | Kimi Räikkönen   | Alfa Romeo Racing-Ferrari | DNF            |

### 2022
| Datum         | Grand Prix     | Strecke           | Fahrer des Tages | Konstrukteur                 | Pos. |
| ------------- | -------------- | ----------------- | ---------------- | ---------------------------- | ---- |
| 20. März      | Bahrain        | as-Sachir         | Charles Leclerc  | Ferrari                      | 1    |
| 27. März      | Saudi-Arabien  | Dschidda          | Charles Leclerc  | Ferrari                      | 2    |
| 10. April     | Australien     | Melbourne         | Charles Leclerc  | Ferrari                      | 1    |
| 24. April     | Emilia-Romagna | Imola             | Max Verstappen   | Red Bull Racing-RBPT         | 1    |
| 8. Mai        | Miami          | Miami Gardens     | Max Verstappen   | Red Bull Racing-RBPT         | 1    |
| 22. Mai       | Spanien        | Montmeló          | Lewis Hamilton   | Mercedes                     | 5    |
| 29. Mai       | Monaco         | Monte Carlo       | Sergio Pérez     | Red Bull Racing-RBPT         | 1    |
| 12. Juni      | Aserbaidschan  | Baku              | Lewis Hamilton   | Mercedes                     | 4    |
| 19. Juni      | Kanada         | Montréal          | Charles Leclerc  | Ferrari                      | 5    |
| 3. Juli       | Großbritannien | Silverstone       | Sergio Pérez     | Red Bull Racing-RBPT         | 2    |
| 10. Juli      | Österreich     | Spielberg         | Mick Schumacher  | Haas-Ferrari                 | 6    |
| 24. Juli      | Frankreich     | Le Castellet      | Carlos Sainz jr. | Ferrari                      | 5    |
| 31. Juli      | Ungarn         | Mogyoród          | Max Verstappen   | Red Bull Racing-RBPT         | 1    |
| 28. August    | Belgien        | Spa-Francorchamps | Max Verstappen   | Red Bull Racing-RBPT         | 1    |
| 4. September  | Niederlande    | Zandvoort         | Max Verstappen   | Red Bull Racing-RBPT         | 1    |
| 11. September | Italien        | Monza             | Nyck de Vries    | Williams-Mercedes            | 9    |
| 2. Oktober    | Singapur       | Singapur          | Sergio Pérez     | Red Bull Racing-RBPT         | 1    |
| 9. Oktober    | Japan          | Suzuka            | Sebastian Vettel | Aston Martin Aramco-Mercedes | 6    |
| 23. Oktober   | USA            | Austin            | Sebastian Vettel | Aston Martin Aramco-Mercedes | 8    |
| 30. Oktober   | Mexiko         | Mexiko-Stadt      | Daniel Ricciardo | McLaren-Mercedes             | 7    |
| 13. November  | São Paulo      | Interlagos        | Lewis Hamilton   | Mercedes                     | 2    |
| 20. November  | Abu Dhabi      | Yas-Insel         | Sebastian Vettel | Aston Martin Aramco-Mercedes | 10   |

### 2023
| Datum         | Grand Prix     | Strecke           | Fahrer des Tages | Konstrukteur                 | Pos.     |
| ------------- | -------------- | ----------------- | ---------------- | ---------------------------- | -------- |
| 5. März       | Bahrain        | as-Sachir         | Fernando Alonso  | Aston Martin Aramco-Mercedes | 3        |
| 19. März      | Saudi-Arabien  | Dschidda          | Max Verstappen   | Red Bull Racing-Honda RBPT   | 2        |
| 2. April      | Australien     | Melbourne         | Sergio Pérez     | Red Bull Racing-Honda RBPT   | 5        |
| 30. April     | Aserbaidschan  | Baku              | Sergio Pérez     | Red Bull Racing-Honda RBPT   | 1        |
| 7. Mai        | Miami          | Miami Gardens     | Max Verstappen   | Red Bull Racing-Honda RBPT   | 1        |
| 21. Mai       | Emilia-Romagna | Imola             | abgesagt         | abgesagt                     | abgesagt |
| 28. Mai       | Monaco         | Monte Carlo       | Esteban Ocon     | Alpine-Renault               | 3        |
| 4. Juni       | Spanien        | Montmeló          | Lewis Hamilton   | Mercedes                     | 2        |
| 18. Juni      | Kanada         | Montréal          | Alexander Albon  | Williams-Mercedes            | 7        |
| 2. Juli       | Österreich     | Spielberg         | Lando Norris     | McLaren-Mercedes             | 4        |
| 9. Juli       | Großbritannien | Silverstone       | Lando Norris     | McLaren-Mercedes             | 2        |
| 23. Juli      | Ungarn         | Mogyoród          | Sergio Pérez     | Red Bull Racing-Honda RBPT   | 3        |
| 30. Juli      | Belgien        | Spa-Francorchamps | Max Verstappen   | Red Bull Racing-Honda RBPT   | 1        |
| 27. August    | Niederlande    | Zandvoort         | Fernando Alonso  | Aston Martin Aramco-Mercedes | 2        |
| 3. September  | Italien        | Monza             | Carlos Sainz jr. | Ferrari                      | 3        |
| 17. September | Singapur       | Singapur          | Carlos Sainz jr. | Ferrari                      | 1        |
| 24. September | Japan          | Suzuka            | Oscar Piastri    | McLaren-Mercedes             | 3        |
| 8. Oktober    | Katar          | Doha              | Oscar Piastri    | McLaren-Mercedes             | 2        |
| 22. Oktober   | USA            | Austin            | Lando Norris     | McLaren-Mercedes             | 2        |
| 29. Oktober   | Mexiko         | Mexiko-Stadt      | Lando Norris     | McLaren-Mercedes             | 5        |
| 5. November   | São Paulo      | Interlagos        | Lando Norris     | McLaren-Mercedes             | 2        |
| 18. November  | Las Vegas      | Las Vegas         | Charles Leclerc  | Scuderia Ferrari             | 2        |
| 26. November  | Abu Dhabi      | Yas-Insel         | Yuki Tsunoda     | AlphaTauri-Honda RBPT        | 8        |

### 2024
| 2. März       | Bahrain        | as-Sachir         | Carlos Sainz jr. | Ferrari                    | 3   |
| 9. März       | Saudi-Arabien  | Dschidda          | Oliver Bearman   | Ferrari                    | 7   |
| 24. März      | Australien     | Melbourne         | Carlos Sainz jr. | Ferrari                    | 1   |
| 7. April      | Japan          | Suzuka            | Charles Leclerc  | Ferrari                    | 4   |
| 21. April     | China          | Shanghai          | Lando Norris     | McLaren-Mercedes           | 2   |
| 5. Mai        | Miami          | Miami Gardens     | Lando Norris     | McLaren-Mercedes           | 1   |
| 19. Mai       | Emilia-Romagna | Imola             | Lando Norris     | McLaren-Mercedes           | 2   |
| 26. Mai       | Monaco         | Monte Carlo       | Charles Leclerc  | Ferrari                    | 1   |
| 9. Juni       | Kanada         | Montréal          | Lando Norris     | McLaren-Mercedes           | 2   |
| 23. Juni      | Spanien        | Montmeló          | Lando Norris     | McLaren-Mercedes           | 2   |
| 30. Juni      | Österreich     | Spielberg         | Lando Norris     | McLaren-Mercedes           | DNF |
| 7. Juli       | Großbritannien | Silverstone       | Lewis Hamilton   | Mercedes                   | 1   |
| 21. Juli      | Ungarn         | Mogyoród          | Oscar Piastri    | McLaren-Mercedes           | 1   |
| 28. Juli      | Belgien        | Spa-Francorchamps | Lewis Hamilton   | Mercedes                   | 1   |
| 25. August    | Niederlande    | Zandvoort         | Lando Norris     | McLaren-Mercedes           | 1   |
| 1. September  | Italien        | Monza             | Charles Leclerc  | Ferrari                    | 1   |
| 15. September | Aserbaidschan  | Baku              | Oscar Piastri    | McLaren-Mercedes           | 1   |
| 22. September | Singapur       | Singapur          | Daniel Ricciardo | RB-Honda RBPT              | 18  |
| 20. Oktober   | USA            | Austin            | Charles Leclerc  | Ferrari                    | 1   |
| 27. Oktober   | Mexiko         | Mexiko-Stadt      | Carlos Sainz jr. | Ferrari                    | 1   |
| 3. November   | São Paulo      | Interlagos        | Max Verstappen   | Red Bull Racing-Honda RBPT | 1   |
| 23. November  | Las Vegas      | Las Vegas         | Lewis Hamilton   | Mercedes                   | 2   |
| 1. Dezember   | Katar          | Doha              | Zhou Guanyu      | Kick Sauber-Ferrari        | 8   |
| 8. Dezember   | Abu Dhabi      | Yas-Insel         | Charles Leclerc  | Ferrari                    | 3   |

### 2025
| 16. März      | Australien     | Melbourne         | Lando Norris          | McLaren-Mercedes           | 1  |
| 23. März      | China          | Shanghai          | Andrea Kimi Antonelli | Mercedes                   | 6  |
| 6. April      | Japan          | Suzuka            | Yuki Tsunoda          | Red Bull Racing            | 12 |
| 13. April     | Bahrain        | as-Sachir         | Lewis Hamilton        | Ferrari                    | 5  |
| 20. April     | Saudi-Arabien  | Dschidda          | Max Verstappen        | Red Bull Racing-Honda RBPT | 2  |
| 4. Mai        | Miami          | Miami Gardens     | Oscar Piastri         | McLaren-Mercedes           | 1  |
| 18. Mai       | Emilia-Romagna | Imola             | Max Verstappen        | Red Bull Racing-Honda RBPT | 1  |
| 25. Mai       | Monaco         | Monte Carlo       | Charles Leclerc       | Ferrari                    | 2  |
| 1. Juni       | Spanien        | Montmeló          | Max Verstappen        | Red Bull Racing-Honda RBPT | 10 |
| 15. Juni      | Kanada         | Montréal          | Andrea Kimi Antonelli | Mercedes                   | 3  |
| 29. Juni      | Österreich     | Spielberg         | Gabriel Bortoleto     | Stake F1 Team Kick Sauber  | 8  |
| 6. Juli       | Großbritannien | Silverstone       | Nico Hülkenberg       | Stake F1 Team Kick Sauber  | 3  |
| 27. Juli      | Belgien        | Spa-Francorchamps | 🇬🇧Lewis Hamilton      | Ferrari                    | 7  |
| 3. August     | Ungarn         | Mogyoród          |                       |                            |    |
| 31. August    | Niederlande    | Zandvoort         |                       |                            |    |
| 7. September  | Italien        | Monza             |                       |                            |    |
| 21. September | Aserbaidschan  | Baku              |                       |                            |    |
| 5. Oktober    | Singapur       | Singapur          |                       |                            |    |
| 19. Oktober   | USA            | Austin            |                       |                            |    |
| 26. Oktober   | Mexiko         | Mexiko-Stadt      |                       |                            |    |
| 9. November   | São Paulo      | Interlagos        |                       |                            |    |
| 22. November  | Las Vegas      | Las Vegas         |                       |                            |    |
| 30. November  | Katar          | Doha              |                       |                            |    |
| 7. Dezember   | Abu Dhabi      | Yas-Insel         |                       |                            |    |

## Statistik
Stand: Saisonende 2024
| Platz | Fahrer           | Auszeichnungen |
| ----- | ---------------- | -------------- |
| 01.   | Max Verstappen   | 40             |
| 02.   | Sebastian Vettel | 23             |
| 03.   | Lewis Hamilton   | 18             |
| 04.   | Lando Norris     | 17             |
| 0     | Charles Leclerc  | 17             |
| 06.   | Sergio Pérez     | 14             |
| 07.   | Daniel Ricciardo | 11             |
| 08.   | Carlos Sainz jr. | 07             |
| 09.   | Fernando Alonso  | 06             |
| 10.   | Valtteri Bottas  | 05             |
|       | Kimi Räikkönen   | 05             |
| 12.   | Alexander Albon  | 04             |
|       | Oscar Piastri    | 04             |
| 14.   | Pierre Gasly     | 03             |
|       | Romain Grosjean  | 03             |
| 16.   | Nico Hülkenberg  | 02             |
| 17.   | Daniil Kwjat     | 01             |
|       | Kevin Magnussen  | 01             |
|       | Nico Rosberg     | 01             |
|       | Lance Stroll     | 01             |
|       | George Russell   | 01             |
|       | Mick Schumacher  | 01             |
|       | Nyck de Vries    | 01             |
|       | Esteban Ocon     | 01             |
|       | Yuki Tsunoda     | 01             |
|       | Oliver Bearman   | 01             |
|       | Zhou Guanyu      | 01             |

Anmerkung:

Fahrer ohne aktuelles Stammcockpit sind grau hinterlegt.